# Conseil national du patronat du Bénin
Le conseil national du patronat du Bénin (CNP-Bénin) est une organisation patronale fondée le 13 septembre 1984. Il représente les dirigeants  des entreprises béninoises. Il a pour président par intérim Eustache Kotigan qui remplace Sébastien Ajavon.

## Historique
A sa création, le CNP était connu sous l'appellation de l'Organisation national des employeurs du Bénin (ONEB). Il est créé dans le but de répondre à l'appel du gouvernement d'avoir en face de lui un interlocuteur valable et représentatif pour  la défense des intérêts et la promotion du secteur privé. Le conseil national du patronat du Bénin est né de l'union entre 19 associations professionnelles qui animent la vie économique du Bénin via la Chambre de commerce et d'industrie du Bénin,,,,.

## Rôles
Le CNP à pour rôle d'aider les entreprises privées à être à jour des cotisations patronales, de contribuer aux respects des textes législatifs et réglementaires du travail  en vigueur au Bénin en  apportant son aide aux entreprises à mettre en place des stratégies de mise en conformité. Il accompagne également l'effort de restructuration et de recherche de solutions aux problèmes qui freinent le développement des affaires au Bénin,,,.